# Плетюк Володимир Євгенович
Володимир Євгенович Плетюк (нар. 18 листопада 1973, м. Шумськ, Тернопільська область) – український громадсько-політичний діяч. Міський голова Шумська 2006-2020 років. Перший голова Шумської об’єднаної територіальної громади (2015). Магістр державного управління.

## Освіта
- 1980-1990 - Шумська загальноосвітня школа
- 1991-1994 - Львівський автодорожній технікум, за спеціальністю будівництво доріг та аеродромів (з відзнакою)
- 1996-2001 - ДУ «Львівська політехніка», за спеціальністю будівництво доріг та аеродромів
- 2017-2020 - Національна академія державного управління при Президентові України, з захистом магістерської за темою «Організаційно‑управлінські засади активізації діяльності представницьких органів влади в умовах децентралізації в Україні» за спеціальність публічне управління та адміністрування (з відзнакою).

## Трудова діяльність
- 1994-1995 – головний інженером Шляхо-будівельної організації №37, місто Рава-Руська, Львівської області
- 1995-1996 - інженер з організації дорожнього руху Шумського районного шляхо-будівельного управління, місто Шумськ, Тернопільської області
- 1996-2001 - спеціаліст Шумського районного відділу земельних ресурсів, місто Шумськ, Тернопільської області
- 2001-2006 - заступником голови Шумської міської ради, місто Шумськ, Тернопільської області
- 2006-2020 – Шумський міський голова, м. Шумськ, Тернопільської області[1]
- 2021-2023 – заступник директора Комунального підприємства Тернопільської обласної ради «Наглядінвестбуд», місто Тернопіль
- з квітня по серпнень 2023 року - Представник Уповноваженого Верховної Ради України з прав людини в Тернопільській області, місто Тернопіль[2]
- з грудня 2023 року - Керівник Закарпатського регіонального офісу Проєкту USAID "Підвищення ефективності роботи і підзвітності органів місцевого самоврядування" ("ГОВЕРЛА")
- Громадсько-політична діяльність

Тричі 2006, 2010 і 2015 років обирався головою Шумської міської ради. У 2015 році як голова Шумської об’єднаної територіальної громади.
Член правління Асоціації міст України (2016-2020), Член правління Асоціації об’єднаних територіальних громад (2016-2018).
Член збірної міських голів України з футболу 2008-2020 років. Бронзовий призер ЄВРО-2008 серед міських голів.
Спікер і доповідач з питань децентралізації, управління і місцевого самоврядування у Страсбурзі (2017), Вашингтоні (2019, Краматорську (2017), Ужгороді (2017), Києві (Рада регіонального розвитку 2017-2018, Полтаві (2016), Львові, Волинська область (2018)).
Шумська територіальна громада під керівництвом Володимира Плетюка двічі (2018, 2019) отримувала «Кришталь року» як переможець рейтингу бюджетної прозорості «Кришталь року» серед українських об'єднаних громад та міст.
З 2021 року член Тернопільського обласного відділення Міжнародного Центру впровадження Програм ЮНЕСКО. Член наглядової ради ГО «Центр розвитку ініціатив «ІнСорс».

## Родина
Одружений. Виховує з дружиною двох дітей Максима (2003 р.н) і Христину (2010 р.н).

## Відзнаки
- Грамота Верховної Ради України (2015)[12]
- Подяка Прем’єр-Міністра України (2015)[13]
- Відзнака Асоціації міст України (2008)
- Грамота Тернопільської обласної ради й Тернопільської обласної державної адміністрації (2016)